# بيير هوارد
بيير هوارد (بالإنجليزية: Pierre Howard)‏ هو محامي وسياسي أمريكي، ولد في 3 فبراير 1943 بديكاتور في الولايات المتحدة. حزبياً، نشط في الحزب الديمقراطي. وقد انتخب نائب حاكم جورجيا ‏.